# Mesobracon maculiceps
Mesobracon maculiceps är en stekelart som först beskrevs av Cameron 1906.  Mesobracon maculiceps ingår i släktet Mesobracon och familjen bracksteklar. Inga underarter finns listade i Catalogue of Life.